# Тальвар
Тальвар (инд.) — индийская сабля.

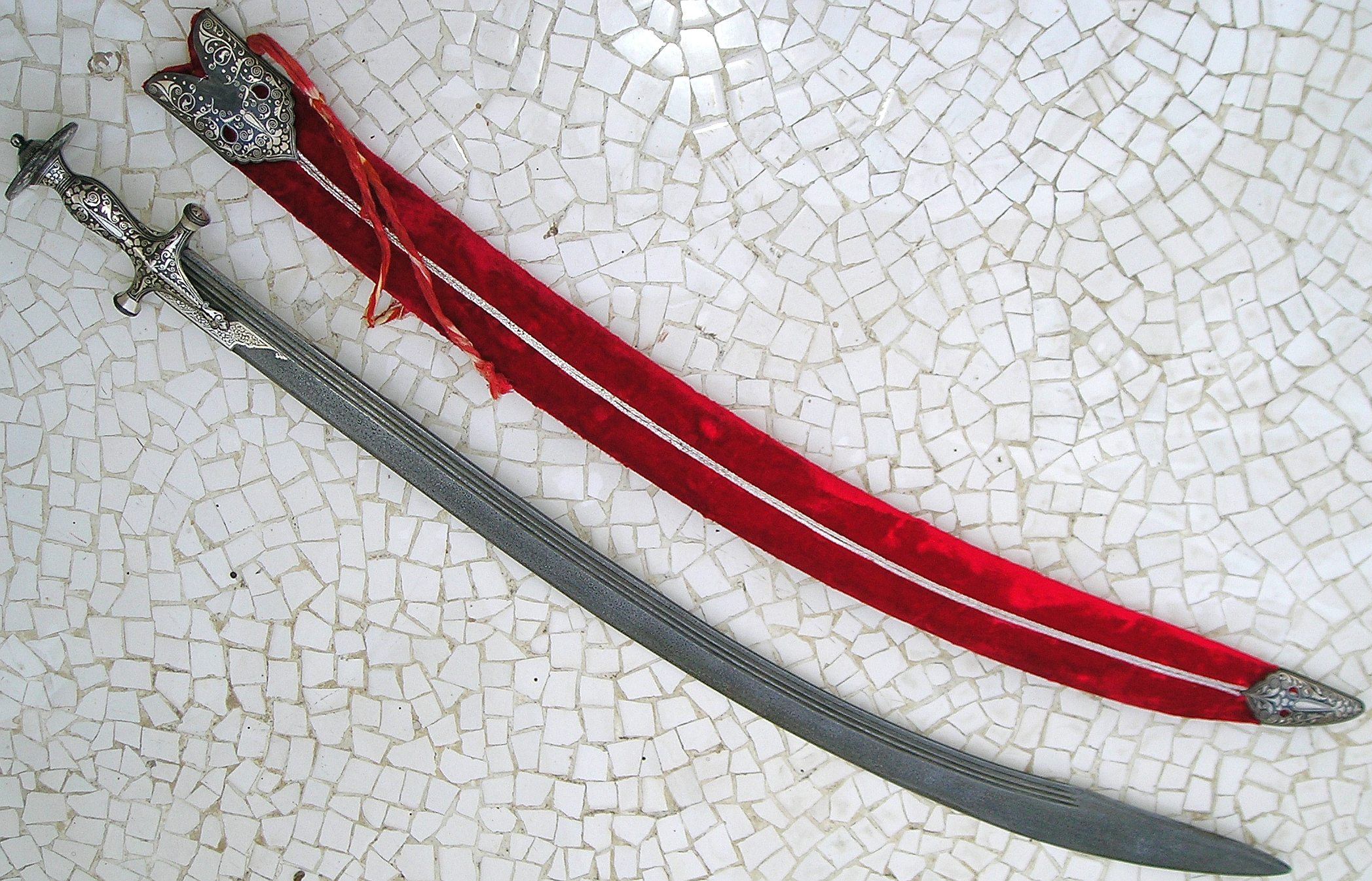
Тальвар с лезвием вутц и серебряной выделкой кофтгари

Отличительной особенностью тальвара является эфес с дискообразным навершием.
Клинок слабо или умеренно изогнутый вверх, средней ширины, длиной до 100 см.
Эфес тальвара оформлен в стиле делишахи: черен — прямой, утолщенный в центре, навершие — дисковидное, слегка наклоненное, с куполообразным выступом посредине, крестовина — прямая, короткая, с расширенными концами. Нередко имеется S-образная дужка. Встречается и D-образная.
Носился на поясе или на перевязи, переброшенной через плечо. Появился в XIII в. или чуть позже. Наибольшей популярностью пользовался в Северной Индии в эпоху Великих Моголов, бытовал вплоть до XIX вв. Был излюбленным оружием раджпутов.
Согласно древней индийской литературе, тальвар является одним из десяти орудий богов. По сказаниям, боги, олицетворявшие добро, использовали эти орудия в борьбе с демонами, олицетворявшими зло.